# 法善寺 (市川市)
法善寺（ほうぜんじ）は、千葉県市川市にある浄土真宗本願寺派の寺院。

## 歴史
1600年（慶長5年）、宗玄によって開山された。宗玄は俗名「河本弥左衛門」といい、入浜式の製塩法を広め行徳塩田の礎を築いた。別名の「塩場寺」はこれに由来する。
本堂前には、松尾芭蕉の「うたがふな潮の華も浦の春」の句碑がある。これは芭蕉が伊勢国（現・三重県伊勢市）の二見浦で詠んだものであるが、1797年（寛政9年）に芭蕉百回忌を記念して、地元の俳人が建てたものである。

## 交通アクセス
- 妙典駅より徒歩8分。